# Ägidius Sadeler
Ägidius  (Egidius ou Gilles) Sadeler (c. 1570 — 1629) foi um pintor e gravurista flamengo do Maneirismo.
Integrante de uma família de gravuristas, passou a maior parte de sua vida em Praga, a serviço do imperador Rodolfo II, e por algum tempo morou na casa de Bartholomäus Spranger, cujas pinturas divulgou através de gravuras. Também fez cópias de pinturas de Tintoretto.